# 熊本職業訓練短期大学校
熊本職業訓練短期大学校（くまもとしょくぎょうくんれんたんきだいがっこう）は、職業訓練法人熊本市職業訓練センターが設置する認定職業訓練による職業能力開発短期大学校である。

## 概要
1979年（昭和54年）4月、日本で初めて認定職業訓練として開設された職業訓練短期大学校である。事業所で働きながら高度な知識と技能習得を目的とする。このため、専門学科と実技については短期大学校における集合訓練、応用実技については事業所で修得という訓練システムをとっている。
3年次に2級技能士の受験資格が得られ、修了時には、技能照査に合格すれば技能士補の称号が得られる。修了後は2級技能士、二級建築士の受験資格が得られ、修了後の実務経験1年で職業訓練指導員試験の受験資格が得られる。修業年限は3年である。

## 設置訓練科
- 居住システム系建築科（募集人員：40名）
  - 専攻コース（建築大工・左官・型枠・鉄筋・建築製図・建築設備）

## 入学条件
高等学校卒業程度または、これと同等以上の学力があると認められる者で、熊本市かその近郊で大工・左官・型枠・鉄筋・管工事・建築設計事務所等の建設業に関連のある事業所に在籍しているか、あるいは就職予定者で、在職して企業からの派遣が可能な者、としている。

## 入学試験
入学に際し試験が課せられる。試験科目は、国語（漢字・文章題など）と数学（四則演算や連立方程式など）がある。在職者はこれらは免除される。この他に、建設業に働くにあたっての抱負についての作文と面接がある。

## 所在地
- 熊本県熊本市西区花園7丁目19-10